# Mount Twigg
Mount Twigg är ett berg i Antarktis. Det ligger i Östantarktis. Australien gör anspråk på området. Toppen på Mount Twigg är 1 422 meter över havet.
Terrängen runt Mount Twigg är huvudsakligen lite kuperad. Trakten är obefolkad. Det finns inga samhällen i närheten.